# Бобринківська сільська рада
| Бобринківська сільська рада — колишній орган місцевого самоврядування у Бобринецькому районі Кіровоградської області з адміністративним центром у с. Бобринка. Сільській раді були підпорядковані населені пункти: - с. Бобринка - с. Варламівка - с. Горіхівка |

## Склад ради
Рада складалася з 12 депутатів та голови.

### Керівний склад ради
| ПІБ                        | Основні відомості                                                                       | Дата обрання | Дата звільнення |
| -------------------------- | --------------------------------------------------------------------------------------- | ------------ | --------------- |
| Притула Наталія Михайлівна | Сільський голова, 1957 року народження, освіта, член народної партії                    | 26.03.2006   | 31.10.2010      |
| Притула Наталія Михайлівна | Сільський голова, 1957 року народження, освіта середня спеціальна, член Партії регіонів | 31.10.2010   |                 |

Примітка: таблиця складена за даними джерела

## Населення
Згідно з переписом УРСР 1989 року чисельність наявного населення сільської ради становила 597 осіб, з яких 284 чоловіки та 313 жінок.
За переписом населення України 2001 року в сільській раді мешкало 485 осіб.

### Мова
Розподіл населення за рідною мовою за даними перепису 2001 року:
| Мова       | Відсоток |
| ---------- | -------- |
| українська | 96,70 %  |
| російська  | 1,44 %   |
| білоруська | 0,41 %   |
| молдовська | 0,41 %   |
| угорська   | 0,21 %   |
| інші       | 0,83 %   |